# من المحل إلى الغنى: قصة أبو ظبي
من المحل إلى الغنى: قصة أبو ظبي كتاب ألّفه رجل الأعمال الإماراتي محمد عبد الجليل الفهيم حول التطور السريع الذي شهدته إمارة أبو ظبي.

## نبذة
وضع محمد عبد الجليل الفهيم الكتاب باللغة الإنجليزية في 191 صفحة تحت عنوان (From Rags to Riches: A Story of Abu Dhabi)، ونشرته دار آي. بي. توريس (بالإنجليزية: I.B. Tauris) في الأول من نوفمبر عام 2000.
يحكي المؤلف من خلال طفولته عن الحياة في دولة الإمارات في إحدى الحقب الزمنية، إذ يستهلّ بعد الشكر والتمهيد بفصله الأول: «بدايات متواضعة»، الذي يتكلم فيه عن الإمارات سابقًا، من عادات وتقاليد، ويفصّل في إيضاحه مصاعب رحلات صيد اللؤلؤ، مشيرًا في ذلك إلى انشغالهم بتأمين ضروريات الحياة ليظلّ البدوي محافظًا على أصالة كرمه رغم صعوبة العيش. ثم في فصله الثاني: «توقعات لم تتحقق»، يصوّر لنا المؤلف أبو ظبي في فترات تاريخية بارزة أهمها: انهيار سوق اللؤلؤ الطبيعي وظهور النفط، ليقف بعد ذلك على سيرة عائلته في فصله الثالث: «أجيال في الخليج»، موضحًا الحياة القاسية التي عاشها ليتابع سيرته من وجهة نظر طفل. يرجع المؤلف في الفصل الرابع فيتكلم عن «الذهب الأسود» وأثره في النقلة النوعية لأبو ظبي بإدارة الشيخ زايد بن سلطان آل نهيان، ويشرح في فصل «على عتبة التطوير» عن أول فندق أنشئ في أبو ظبي. أما في فصل «قفزات إلى الأمام» فيحكي عن تولي الشيخ زايد بن سلطان آل نهيان حكم إمارة أبو ظبي، وعن لقائه الأول به وصفاته وحياته في قصره وما حققه من توطيد العلاقات والتنمية، إلى أن نضج الحلم ونشأت دولة الإمارات.

## إصدارات الكتاب
نُشر الكتاب باللغة العربية تحت عنوان: «من المحل إلى الغنى: قصة أبو ظبي»، وتُرجم إلى الفرنسية، والماندراين الصينية، والألمانية.